# Sendeanlage Fleckendorf
Die Sendeanlage Fleckendorf auf dem Gemeindegebiet von Ansfelden in Österreich war eine Einrichtung der Österreichische Post- und Telegrafenverwaltung. Sie bestand aus zwei Kurzwellensendern für den Übersee-Radiotelephoniedienst mit Nord- bzw. Südamerika sowie einer UKW-Richtfunkantenne.
Der erste Kurzwellensender wurde im Oktober 1954 in Betrieb genommen, der zweite Kurzwellensender und der Richtfunkturm folgte Ende 1955. Zum Sender Fleckendorf gehörte die Empfangsstation in Kalling bei Schärding, welche die ankommenden Überseegespräche aufnahm und an das Zentralpostamt Linz weiterleitete, von wo aus die Vermittlung zu den Teilnehmern stattfand. Von 1956 bis 1968 wurden auch Auslandssendungen des ORF über einen der Kurzwellensender übertragen.
1978 wurde mit dem Bau der Richtfunkstation Ansfelden die Richtfunkstelle Fleckendorf überflüssig. Auch die Kurzwellensender benötigte man nicht mehr, und die gesamte Sendeanlage wurde an das österreichische Bundesheer übergeben, das dort einen Schulungssender betrieb. 1996 folgte die Schließung der Anlage, 1997 der Verkauf. Die Kurzwellensender wurden abgebaut und das Gelände rekultiviert. Seither zeugen allein der 110 Meter hohe, ehemalige Richtfunkturm und von Mobilfunkbetreibern genutzte Sendeturm und die Sendegebäude, in dem sich verschiedene Unternehmen eingemietet haben, von der ehemaligen Anlage.